# 3-transpositiegroep
In de groepentheorie, een deelgebied van de wiskunde, is een 3-transpositiegroep een groep die wordt voortgebracht door een klasse van involuties die gesloten is onder conjugatie en zodanig dat het product van twee elementen ten hoogste de orde drie heeft. 3-transpositiegroepen werden voor het eerst bestudeerd door de Duitse wiskundige Bernd Fischer. Hij ontdekte de drie naar hem genoemde Fischer-groepen als voorbeelden van 3-transpositiegroepen.

## Definitie
Een 3-transpositiegroep is een groep {\displaystyle G} waarin een deelverzameling {\displaystyle H\subseteq G} bestaat waarvoor geldt:
- {\displaystyle H} brengt {\displaystyle G} voort, d.w.z. elke {\displaystyle g\in G} is een eindig product van elementen uit {\displaystyle H}
- voor alle {\displaystyle h\in H} is {\displaystyle h^{2}=1}
- voor alle {\displaystyle hh'\in H} is {\displaystyle \mathrm {ord} (hh')\leq 3}
- voor alle {\displaystyle g\in G} is {\displaystyle gHg^{-1}=H}